# Max Pirkis
Max Pirkis est un acteur britannique né le 6 janvier 1989  à Londres, ancien enfant acteur. Apparaissant dans deux productions du début des années 2000, il lance sa carrière en 2003, au cinéma, avec Master and Commander : De l'autre côté du monde après avoir été recruté dans son école, l'Eton College, par l'équipe de production du film. Alors que sa performance est saluée par la critique, il remporte l'Evening Standard British Film Awards dans la catégorie du nouvel acteur le plus prometteur ainsi que le Young Artist Awards pour la meilleure performance d'un jeune acteur dans un film international. Deux ans plus tard, Max Pirkis intègre le casting de la série Rome produite par la HBO et la BBC en y tenant le rôle d'Octave.
Max Pirkis est né le 6 janvier 1989 à Londres. Sa mère est éditrice, ; il a une sœur, plus jeune que lui. Après avoir suivi un enseignement au collège d'Eton, il suit un parcours au collège Saint Catharine de l'université de Cambridge en théologie. Il y est capitaine de l'équipe de football en 2009.

## Carrière

### Master and Commander
Max Pirkis débute sur les scènes alors qu'il étudie au collège d'Eton mais n'est néanmoins pas certain de vouloir en faire son métier. Pirkis intègre son premier casting professionnel en 2003 lorsqu'il apparait dans le film Master and Commander : De l'autre côté du monde. Il est recruté lorsque l'équipe de production visite le collège d'Eton afin de trouver de jeunes garçons pouvant incarner les jeunes midshipmen embarqués sur les navires de la Royal Navy à l'époque durant laquelle se déroule l'histoire. Participant à la sélection sans véritablement la prendre au sérieux, il est toutefois choisi pour incarner Lord Blakeney, un apprenti-officier de 13 ans en poste sur le HMS Surprise. Le réalisateur Peter Weir a déclaré, à propos de Pirkis : « [il] s'est distingué très tôt, mais pas autant que l’on peut le voir dans le film. Ce fut une surprise complète »,. D'après les dires de Pirkis lui-même, il était en premier lieu « nerveux » à l'idée de jouer avec Russell Crowe avant de changer d'opinion lorsqu'il réalise que ce dernier est un « homme plutôt normal »,.

### Rome
En 2005, il débute à la télévision en incarnant, jusqu'en 2007, le jeune Octave, futur empereur romain sous le nom d'Auguste, dans la série Rome de HBO et de la BBC. Sa performance lui vaut de nombreuses louanges de la part des critiques,. Au début de la première saison, l'éditorialiste Tom Shales du Washington Post, écrit : « Joué à la fois en connaissance du personnage et de manière innocente par Max Pirkis, il donne aux téléspectateurs quelque chose dont il a désespérément besoin … un personnage à soutenir, ou du moins dont il faut se soucier »,. Après l'épisode 2 de la seconde saison, il est remplacé par Simon Woods incarnant Octave plus âgé, pour les besoins de la série,.

## Filmographie
- 2003 : Master and Commander : De l'autre côté du monde (Master and Commander: The Far Side of the World) : midshipman lord Blackeney
- 2005 : Rome - saisons 1 et 2 : Octave jeune
- 2014 : The Quiet Ones : David Q (âgé)
- 2014 : Flying Home : Jason

## Nominations et récompenses

### Récompenses
- 2004 : Evening Standard British Film Awardss du  meilleur espoir pour Master and Commander : De l'autre côté du monde (Master and Commander: The Far Side of the World)
- 2004 : Young Artist Awards du  meilleur jeune acteur masculin international pour Master and Commander : De l'autre côté du monde (Master and Commander: The Far Side of the World)

### Nominations
- 2004 : Phoenix Film Critics Society Awardss du  meilleur jeune acteur masculin pour Master and Commander : De l'autre côté du monde (Master and Commander: The Far Side of the World)